# آن سو یونگ
آن سو یونگ (کره‌ای: 안소영؛ زادهٔ ۱۲ اوت ۱۹۵۹) یک هنرپیشه، و بازیگر سینما اهل کره جنوبی است. وی از سال ۱۹۷۹ میلادی تاکنون مشغول فعالیت بوده‌است.